# Caicedo de Suso
Caicedo de Suso es un despoblado que actualmente forma parte del concejo de Caicedo de Yuso, que está situado en el municipio de Lantarón, en la provincia de Álava, País Vasco (España).

## Toponimia
A lo largo de los siglos ha sido conocido con los nombres de Casicedo, Cassicedo y Caycedo de Suso.

## Historia
Documentado desde 1025 (Reja de San Millán), formaba parte del Distrito de Ossingani.